# Zoltán Pető
Zoltán Pető (19 de setembro de 1974) é um ex-futebolista profissional húngaro que atuava como defensor.

## Carreira
Zoltán Pető representou a Seleção Húngara de Futebol nas Olimpíadas de 1996.